# Foz do Iguaçu (tiểu vùng)
Foz do Iguaçu là một tiểu vùng thuộc bang Paraná, Brasil. Tiều vùng này có diện tích 5580 km², dân số năm 2007 là 399152 người.